# Sevar
Sevar (bulgariska: Севар) är ett distrikt i Bulgarien.   Det ligger i kommunen Obsjtina Kubrat och regionen Razgrad, i den nordöstra delen av landet, 290 km öster om huvudstaden Sofia.
Trakten runt Sevar består till största delen av jordbruksmark. Runt Sevar är det ganska glesbefolkat, med 45 invånare per kvadratkilometer.